# 石刀・石剣

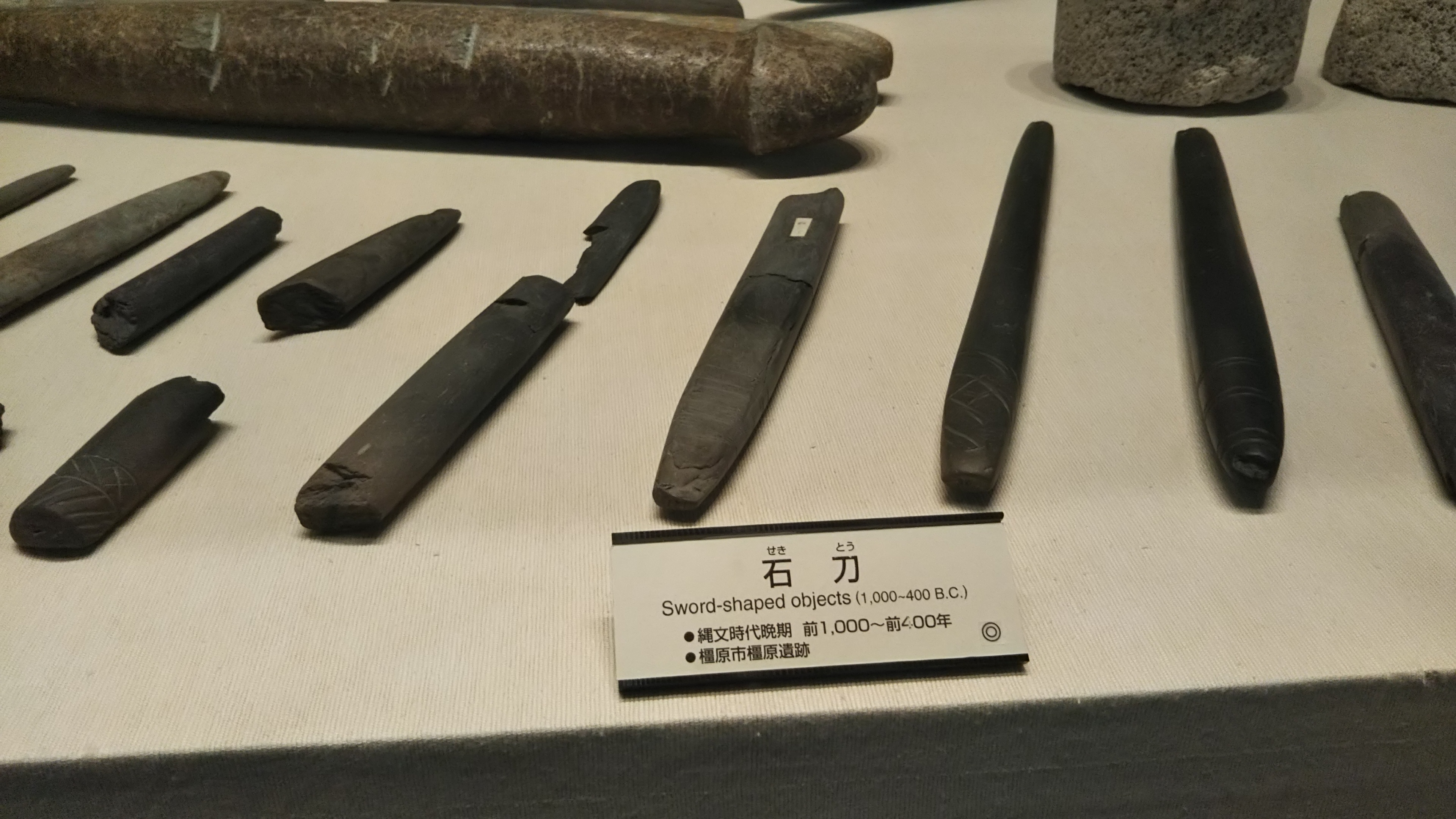
石刀（奈良県橿原市・橿原遺跡出土）

石刀・石剣（せきとう・せっけん）は、縄文時代後期から晩期に出現した石製遺物（石器）。縄文時代中期に出現する石棒から変化したと考えられている。形状が刀剣に類似することからこの名称が付けられているが、弥生時代に出現する石剣（磨製石剣・打製石剣）とは異なる遺物である。

## 概要
縄文中期以降に出現した石棒を祖形とし、それらが後期に入り小型化・扁平化したものと考えられている。
磨製技法で製作され、一側縁に刃部のような鋭角の稜を持ち、断面楔形を呈するものを「石刀（せきとう）」。両側縁に鋭角の稜をもち、断面レンズ形を呈するものを「石剣（せっけん）」という。
石棒と同様、祭祀具と考えられているが、実用的武器ではなかったという見解は考古学研究者の中では一致している。八幡一郎は、「石棒が武器として用いられたかは分からないが、あんな重い物を振り回すわけにはいかない」とし、呪具と関連したものと捉えている。藤森栄一は、「肝心な刃部は多少薄いが、到底切れるという代物ではなく、小さいので叩く武器でもあり得ない」とする。

### 大陸の青銅器との関連
喜田貞吉は、1926年（大正15年）に青森県津軽半島の宇鉄遺跡（東津軽郡外ヶ浜町三厩下平）から出土した内反りの石刀を取り上げ、中国の先秦時代に用いられた青銅製刀子を縄文人が模造したものであると推定した。喜田説が発表されてから約30年後には、山形県鳥海山麓にある三崎山から、宇鉄遺跡出土の石刀と形状が類似する青銅製刀子が発見され、柏倉亮吉（山形大学名誉教授）によって改めて石刀との関連が問題とされるに至った。柏倉によれば縄文後・晩期に現れる石刀は、大陸からもたらされた青銅製刀子の模倣であるとしている。西脇対名夫は、石刀・小型石棒（成興野石棒など）の頭部や体部の意匠から、オルドス地方やシベリアで見つかる青銅製の鈴首剣に起源を求めている。このように研究者の中には、これらの石刀・石剣を、縄文人が大陸の光り輝く青銅製品を観て模したとみる見解が存在する。

### 分布に関する研究
後藤信祐の分類研究によると、石刀の内、刃部と反対の側縁が曲面で結ばれるものは、信濃川から豊川ライン以西の中部地方から近畿地方に濃密に分布する。これに対し、刃部と反対の側縁を二平面が挟むものは、東北地方から北海道地方にかけて分布する。無頭石棒（刀）の内、一端に七宝文や綾杉文などの彫刻を施す物は、奈良県橿原市の橿原遺跡や石川県野々市の御経塚遺跡など近畿・北陸地方を中心に分布するのに対し、数条の沈刻などで一端を区画するだけの物は、秋田県能代市の柏子所貝塚など東北地方の日本海側に分布する。石刀・石剣は、北陸地方をはじめとして中部地方～東北地方～北海道へと、縄文晩期中葉を画期として伝播していき、普及したものと考えられている。
畿内や南九州にも、東日本に比べて数が少ないものの存在する。また、石刀・石剣を含む小型石棒類が弥生時代前期頃まで継続するという見解もある。

## その他
- 『遠野物語』内の記述に、「～蓮台野の南方の星谷という地名にある遺跡から石斧・石刀の類が出づ」とあり、明治時代から確認されている。
- 古墳時代における古墳の副葬品として、古墳時代中期の王権祭祀に関わる祭祀具とされる「石製模造品」の中にも刀子形や剣形のものがあるが、これらは「石剣（または石刀）」とは呼称されない[17]。